# 1913
1913 (MCMXIII) fue un año común comenzado en miércoles según el calendario gregoriano.

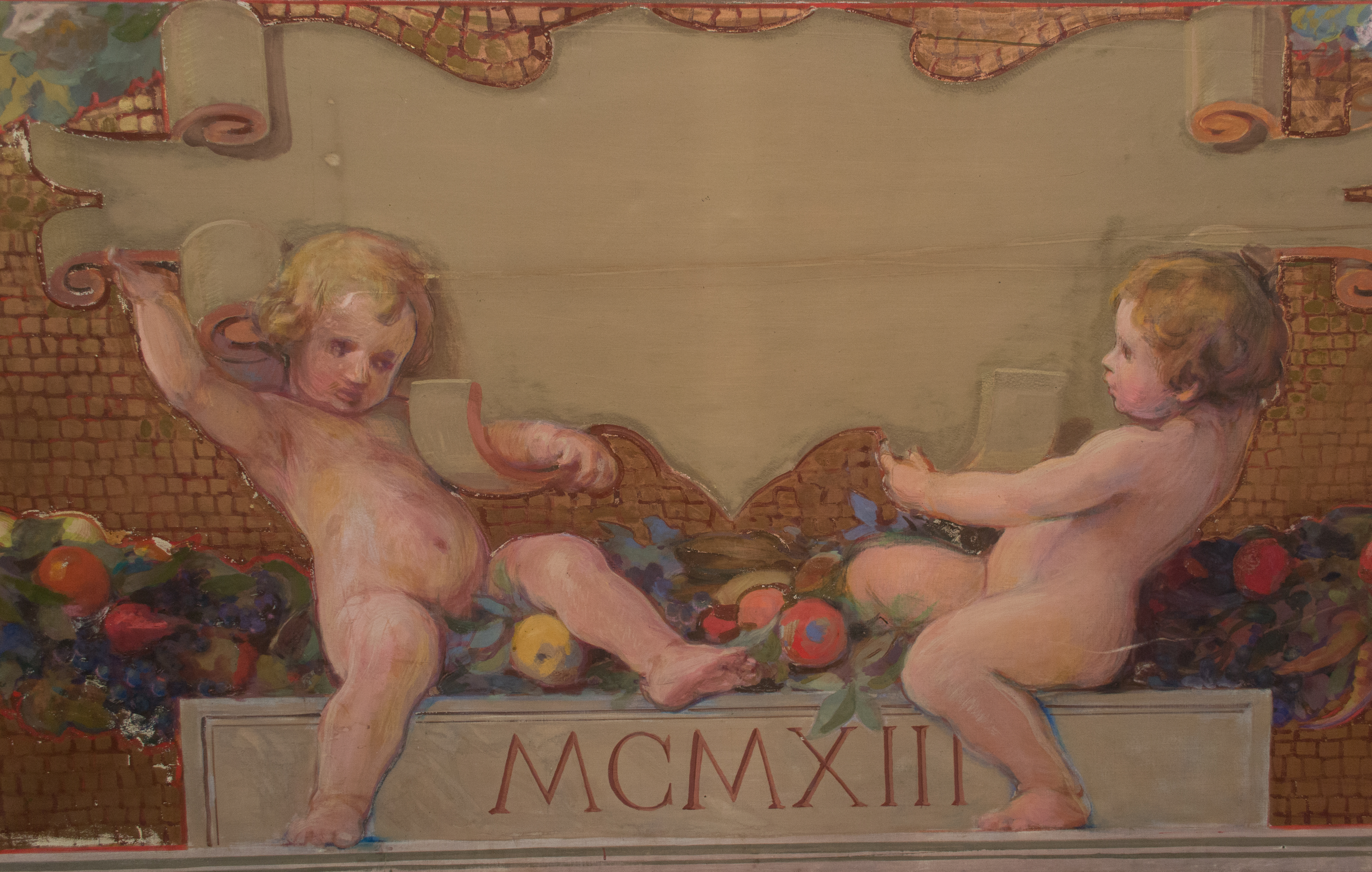

## Acontecimientos
- Se desarrolla el concurso denominado Plano de Medellín Futuro, con el cual se buscaba hacerse a las herramientas urbanísticas que ayudaran al Consejo Municipal para orientar el desarrollo de la ciudad colombiana.[1]

### Enero
- 1 de enero: en España dimite Antonio Maura, jefe del Partido Conservador.
- 2 de enero: el Imperio otomano renuncia a sus territorios europeos, con excepción de los estrechos, y propone la independencia de Albania.
- 11 de enero: Tíbet proclama su independencia de China.
- 13 de enero: el papa Pío X prohíbe los filmes de contenido religioso (que considera «obra del demonio») y la tradicional exhibición de películas en las iglesias de los pueblos.

### Febrero
- 1 de febrero: en Madrid se inaugura el reconstruido Teatro de la Zarzuela, que se había incendiado tres años antes.
- 2 de febrero: en Nueva York se inaugura la Grand Central Terminal, la mayor estación ferroviaria del mundo.
- 4 de febrero:
  - En el parque Bolívar de San Salvador, tres hombres ―posiblemente enviados por el ejército― atacan a machetazos durante un concierto al presidente Manuel Araujo, quien fallecerá cinco días después. Nunca se investigó, ya que el ejército fusiló a los sicarios.
  - En Manila (Filipinas) se realiza la primera edición de los Juegos del Lejano Oriente.[2]
  - En Barcelona finalizan los trabajos promovidos por el Institut d'Estudis Catalans con el objeto de normalizar ortográficamente la lengua catalana.
- 6 de febrero: el Gobierno ruso rechaza la moción de los diputados de la Duma a favor de autorizar a las mujeres el desempeño de profesiones jurídicas.
- 7 de febrero: en España, el rey Alfonso XIII efectúa un vuelo en el dirigible España.
- 9 de febrero: en la Ciudad de México se inicia el movimiento armado conocido como la Decena Trágica, que culminará con la muerte del presidente Francisco I. Madero.
- 10 de febrero: se crea la Fuerza Aérea Mexicana.
- 17 de febrero: en un teatro de Nueva York, el inventor Thomas A. Edison presenta la primera prueba pública del cine sonoro, consistente en un fonógrafo situado detrás de la pantalla.
- 18 de febrero: en Francia, Raymond Poincaré es nombrado presidente. Ordena la prolongación del servicio militar para hacer frente al rearme alemán.
- 19 de febrero:
  - En el norte Marruecos, el general español Felipe Alfau Mendoza toma la ciudad de Tetuán sin recurrir a las armas.
  - Se crea el Ejército Mexicano.
  - Pedro Lascuráin Paredes asume la presidencia de México como su trigesimoctavo presidente, pero solo gobernaría por 45 minutos de las 17:15 a las 18:00 horas.
  - Victoriano Huerta asume la presidencia de México como su trigesimonoveno presidente.
- 21 de febrero: se constituye en Berlín la Sociedad Médica de Sexología y Eugenesia.
- 22 de febrero: asesinan al político mexicano Francisco I. Madero y José María Pino Suárez.
- 23 de febrero: en Santander, España, se funda el Real Racing Club de Santander.
- 27 de febrero: Un terremoto sacude la ciudad de Asmara en Eritrea, causando daños significativos.

### Marzo
- 1 de marzo: en el estado de Trujillo (Venezuela) ocurre una sublevación dirigida por Juan Araujo, pero la rebelión es sofocada muy pronto.
- 4 de marzo: El demócrata Woodrow Wilson toma posesión como presidente de Estados Unidos.
- 11 de marzo: Primera llamada telefónica entre San Salvador y Tegucigalpa.[3]
- 12 de marzo: en Australia, Canberra se convierte en capital.
- 14 de marzo: Un terremoto de 7,9 sacude la costa entre la isla de Célebes y la isla de Mindanao dejando un saldo de 138 muertos.
- 15 de marzo:
  - En Buenos Aires se funda el Club Atlético All Boys.
  - En Uruguay se funda el Club Atlético Defensor.
- 18 de marzo: en la Torre Blanca de Salónica (Grecia) es asesinado el rey Jorge I.
- 21 al 26 de marzo: el centro de la ciudad de Dayton (Ohio) es tapado por 6 metros de agua. Mueren 360 personas y se destruyen 20 000 casas. Dañó las placas fotográficas históricas de los hermanos Wilbur y Orville Wright.[4]
- 25 de marzo: Se celebra la primera edición del Tour de Flandes, uno de los cinco monumentos del ciclismo.

### Abril
- 1 de abril: en el Casino Municipal de Niza (Francia) se estrena La vida breve, de Manuel de Falla.
- 15 de abril: en Medellín (Colombia) se funda la Corporación Deportiva Independiente Medellín
- 21 de abril: en El John brown & company se bota El RMS Aquitania

### Mayo
- 14 de mayo: William Sulzer, gobernador de Nueva York, aprueba los estatutos de la Fundación Rockefeller, la cual comienza sus operaciones con una donación de 100 millones de dólares de John D. Rockefeller.

### Junio
- 1 de junio: en Santiago de Chile se funda el Liceo José Victorino Lastarria.
- 14 de junio: en la hacienda de Bustillos, en el estado de Chihuahua (México) ―en el marco de la Revolución mexicana― las fuerzas revolucionarias comandadas por el general Pancho Villa derrotan a las tropas federales leales a Victoriano Huerta en la batalla de Bustillos.
- 14 de junio: en España se funda el equipo de fútbol Real Racing Club de Santander.
- 16 de junio: estalla la segunda guerra de los Balcanes.

### Julio
- 10 de julio: en el Valle de la Muerte (estado de California) se registra la temperatura más alta en la historia de Estados Unidos: 56,7 °C (134 °F). Solo será superada por los 58,5 °C (6 de julio de 1966) en San Luis Río Colorado (México), unos 500 km al sur.[5]
- 27 de julio: en el departamento de Río Negro (Uruguay) se funda la localidad de San Javier.

### Agosto
- 14 de agosto: en Bolivia, Ismael Montes Gamboa asume a la presidencia del país por segunda y última vez.
- 21 de agosto: en Bilbao (España) se inaugura el Estadio de San Mamés.
- 23 de agosto: en Copenhague se instala la Estatua de la Sirenita.
- 24 de agosto: en Buenos Aires se juega el primer Superclásico entre Boca y River. El partido terminó 2-1 a favor de River Plate.

### Septiembre
- 3 de septiembre: Jean Sibelius dirige el estreno de su poema sinfónico Luonnotar en Gloucester con la soprano Aino Ackté.
- 23 de septiembre: en Buenos Aires (Argentina) por iniciativa del legislador socialista Alfredo Palacios, se aprueba una ley contra el delito de proxenetismo, para proteger a las víctimas de la explotación sexual, colocando a la Argentina en la vanguardia legislativa de la época.

### Octubre
- 10 de octubre: En México, el presidente Victoriano Huerta decreta la disolución del Congreso de la Unión.[6]
- 12 de octubre: en Córdoba se funda el Club Atlético Talleres.
- 16 de octubre: fundación en Madrid de la Sociedad de Pediatría de Madrid.[7]
- 18 de octubre: fundación de la Asociación Electrotécnica Argentina[8]
- 29 de octubre: en la ciudad de San Salvador (El Salvador), las inundaciones causan enormes destrozos y muchas víctimas.

### Noviembre
- 6 de noviembre: en Sudáfrica, Mahatma Gandhi es arrestado mientras lidera la marcha de mineros indios.
- 14 de noviembre: en Colombia, se funda el Deportivo Independiente Medellín. más conocido como Independiente Medellín

### Diciembre

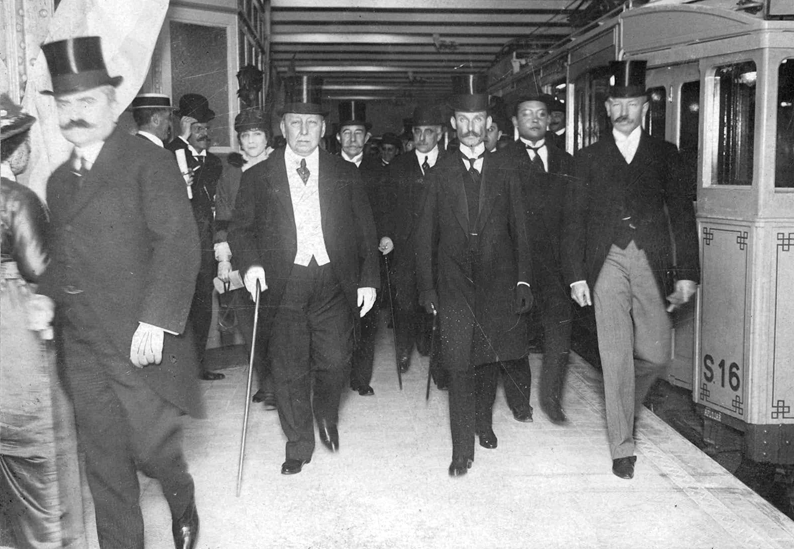
El vicepresidente argentino Victorino de la Plaza inaugurando la Línea A de Subte de Buenos Aires el 1 de diciembre de 1913.

- El vicepresidente argentino Victorino de la Plaza inaugurando la Línea A de Subte de Buenos Aires el 1 de diciembre de 1913.1 de diciembre: en Buenos Aires se inaugura el Subte, primera red de trenes subterráneos de Iberoamérica y el Hemisferio Sur.

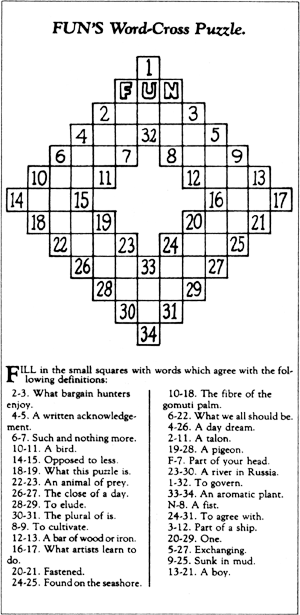
El tercer tipo de crucigrama inventado en el mundo, publicado por Arthur Wynne en el 21 de diciembre.

- 13 de diciembre: se funda el Centro Cultural Nazaret en San Sebastián.

- 13 de diciembre: se funda el Club Atlético Peñarol en Montevideo (Uruguay).

- 21 de diciembre: en el periódico New York World (Estados Unidos), el periodista británico Arthur Wynne publica el tercer tipo de crucigrama del mundo (el primero se publicó en 1873, también en Nueva York).
- 21 de diciembre: un terremoto de 6,8 sacude la provincia china de Yunnan dejando 942 muertos y miles de hogares destruidos.
- 23 de diciembre: en Estados Unidos se crea el Sistema de Reserva Federal (FED).
- En Inglaterra, Emily Davidson y Sylvia Pankhurst inician el Movimiento sufragista.
- Woodrow Wilson, presidente de los Estados Unidos.
- Tratado Chamorro-Weitzel entre Nicaragua y Estados Unidos.
- En Milán (Italia) nace la marca de moda Prada

## Arte y literatura
- Alain-Fournier: El gran Meaulnes.
- Jacinto Benavente: La malquerida.
- Edgar Rice Burroughs: El regreso de Tarzán.
- Joseph Conrad: Suerte.
- Edvard Eriksen: La sirenita de Cophenage.
- Robert Frost: La voluntad de un muchacho.
- Arno Holz (1863-1929): Ignorabimus.
- Franz Kafka: El fogonero.
- D. H. Lawrence: Hijos y amantes.
- Thomas Mann: Muerte en Venecia.
- Marcel Proust: En busca del tiempo perdido.
- Miguel de Unamuno: Del sentimiento trágico de la vida.

## Ciencia y tecnología
- Niels Bohr: Ensayos sobre la construcción del átomo.
- Sigmund Freud: Tótem y tabú.
- Émile Borel crea el Teorema del mono infinito .[9]
- Edmund Husserl: Filosofía fenomenológica.
- Frederick W. True describe por primera vez el zifio de True.
- John Broadus Watson crea el conductismo con su artículo "La psicología tal como la ve el conductista"

## Música
- Ígor Stravinski : La consagración de la primavera.

## Nacimientos

### Enero
- 2 de enero: Anna Lee, actriz británica (f. 2004).
- 4 de enero: 
  - Manuel Andújar, escritor español (f. 1994).
  - Sixto Ríos García, matemático y académico español (f. 2008).
  - Malietoa Tanumafili II, jefe samoano (f. 2007).
- 6 de enero: Edward Gierek, político polaco (f. 2001).
- 9 de enero: Richard Nixon, político estadounidense, 36° vicepresidente desde 1953 hasta 1963 y 37° presidente desde 1969 hasta 1974 (f. 1994).
- 9 de enero: Antonio Royo Marín, fraile dominico y teólogo español (f. 2005).
- 10 de enero: José Manuel Blecua Teijeiro, filólogo español (f. 2003).
- 13 de enero: 
  - Enedina Alves Marques, ingeniera civil brasileña, primera ingeniera negra del país (f. 1981).
  - Werenfried van Straaten, clérigo alemán (f. 2003).
- 23 de enero: Jean-Michel Atlan, artista francés (f. 1960).
- 28 de enero: Frances Yeend, soprano estadounidense (f. 2008).

### Febrero
- 2 de febrero: Masanobu Fukuoka, microbiólogo japonés (f. 2008).
- 4 de febrero: Rosa Parks, activista de los derechos civiles estadounidense (f. 2005).
- 5 de febrero: Oscar Flores Tapia, periodista, escritor y político mexicano (f. 1998).
- 13 de febrero: Vincenzo De Crescenzo, letrista y escenógrafo italiano (f. 1987).
- 14 de febrero: Jimmy Hoffa, sindicalista estadounidense («desaparecido» en 1975).
- 17 de febrero: René Leibowitz, compositor francés (f. 1972).
- 19 de febrero:  Amancio Williams, arquitecto argentino del Movimiento Moderno (f. 1989)
- 22 de febrero: Xaver Frick, atleta liechtensteiniano (f. 2009)

### Marzo
- 3 de marzo: Harold J. Stone, actor estadounidense (f. 2005).
- 4 de marzo: John Garfield, actor estadounidense (f. 1952).
- 12 de marzo: Aquiles Roggero, violinista, director de orquesta y compositor argentino de tango (f. 1977).
- 14 de marzo: Osvaldo Moles: locutor de radio y periodista brasileño (f. 1967).
- 15 de marzo: 
  - Mane Bernardo, artista plástica, directora de teatro y titiritera argentina (f. 1991).
  - Macdonald Carey, actor estadounidense (f. 1994).
  - Ramón Gabilondo, futbolista español (f. 2004).
- 18 de marzo: René Clément, cineasta francés (f. 1996).
- 21 de marzo: George Abecassis, piloto de automovilismo británico (f. 1991).
- 26 de marzo: Paul Erdős, matemático húngaro (f. 1996).

### Abril
- 14 de abril: Acracia Sarasqueta, escritora, abogada, bibliotecaria y diputada panameña (f. 2000).

### Mayo
- 5 de mayo: Lola Lemos, actriz española (f. 2009).[10]
- 8 de mayo: Bob Clampett, animador, director de cine y productor estadounidense (f. 1984).
- 8 de mayo: Sid James, actor y cantante sudafricano (f. 1976).
- 8 de mayo: Charles Scorsese, actor estadounidense (f. 1993), padre del cineasta Martin Scorsese.
- 8 de mayo: Hugo Trivelli, agrónomo chileno (f. 2005).
- 20 de mayo: Teodoro Lolo Fernández, futbolista peruano (f. 1996).
- 21 de mayo: Gina Bachauer, pianista y compositora griega (f. 1976).
- 21 de mayo: Suzan Kahramaner, matemática turca (f. 2006), la primera mujer turca profesora de universidad.[11]
- 27 de mayo: José Vela Zanetti, pintor español (f. 1999).

### Junio
- 1 de junio: Piedad de la Cierva, científica española, pionera en los estudios de radiación artificial (f. 2007).
- 20 de junio: Juan de Borbón y Battenberg, jefe de la casa real española entre 1941 y 1977 y padre de Juan Carlos I (f. 1993).
- 24 de junio: Jan Kubish, soldado checo (f. 1942).
- 26 de junio: Aimé Césaire, poeta y político francés (f. 2008).

### Julio
- 8 de julio: Alejandra Soler, militante comunista, maestra republicana española (f. 2017).
- 10 de julio: Salvador Espriu, poeta español (f. 1985).
- 14 de julio: Gerald Ford, político estadounidense y 38° presidente desde 1974 hasta 1977 (f. 2006).
- 16 de julio: Carmen Acevedo Vega, poetisa, escritora y periodista ecuatoriana (f. 2006).

### Agosto
- 1 de agosto: Enrique Spangenberg, político, profesor universitario y nadador argentino (f. 1997).
- 3 de agosto: Bartomeu Rosselló-Pòrcel, poeta y traductor español en lengua catalana (f. 1938).
- 13 de agosto: 
  - Antoni Bonet i Castellana, arquitecto, urbanista y diseñador español (f. 1938).
  - Makarios III, obispo y político chipriota (f. 1977).
- 16 de agosto: Menachem Begin, primer ministro israelita (f. 1992).
- 17 de agosto: 
  - William Mark Felt, agente del FBI estadounidense (f. 2008).
  - Oscar Alfredo Gálvez, piloto de automovilismo argentino (f. 1989).
- 21 de agosto: Fred Agabashian, piloto de automovilismo estadounidense (f. 1989).
- 31 de agosto: Ambrós, dibujante español (f. 1992).

### Septiembre
- 1 de septiembre: Mary Santpere, actriz, cantante, vedette y humorista española (f. 1992).
- 4 de septiembre: Kenzō Tange, arquitecto y urbanista japonés (f. 2005).
- 11 de septiembre: Jacinto Convit, médico y científico venezolano (f. 2014).
- 12 de septiembre: Jesse Owens, atleta estadounidense (f. 1980).
- 13 de septiembre:  
  - Carmen Herrero Ayllón, química, investigadora y deportista española (f. 1997)
  - Rosa Mena Valenzuela, pintora salvadoreña (f. 2004).
- 19 de septiembre: Stanley Kramer, director y productor estadounidense (f. 2001).
- 22 de septiembre: Josefina Valencia, sufragista y política colombiana, defensora de los derechos de las mujeres (f. 1991).
- 23 de septiembre: Carl-Henning Pedersen, pintor danés (f. 2007).
- 27 de septiembre: 
  - Margery Mason, actriz inglesa de cine (f. 2014).
  - José Solís, político y ministro español (f. 1990).
- 29 de septiembre: 
  - Miguel Fisac, arquitecto español (f. 2006).
  - Trevor Howard, actor británico (f. 1988).
- 30 de septiembre: Cecilia Caballero Blanco, primera dama de Colombia (f. 2019).

### Octubre
- 10 de octubre: Claude Simon, escritor francés Premio Nobel de Literatura en 1985 (f. 2005).
- 19 de octubre: Vasco Pratolini, escritor italiano (f. 1991).
- 20 de octubre: Alejandro de la Sota Martínez, arquitecto español (f. 1996).
- 22 de octubre: 
  - Robert Capa, fotógrafo (f. 1954).
  - Bảo Đại, emperador vietnamita (f. 1997).
- 27 de octubre: Otto Wichterle, químico, profesor e inventor (f. 1998).

### Noviembre
- 2 de noviembre: 
  - Rafael Aburto, arquitecto español (f. 2014).
  - Burt Lancaster, actor estadounidense (f. 1994).
- 3 de noviembre: Ramón Mendezona Roldán, periodista español (f. 2001).
- 5 de noviembre: Vivien Leigh, actriz británica (f. 1967).
- 7 de noviembre: Albert Camus, escritor francés (f. 1960).
- 13 de noviembre: Lon Nol, primer ministro camboyano (f. 1985).
- 14 de noviembre: Clementino Ocampos, compositor y poeta paraguayo. (f. 2001).
- 21 de noviembre: Ataúlfo Argenta, director de orquesta y pianista español (f. 1958).
- 22 de noviembre: Benjamin Britten, compositor británico (f. 1976).
- 24 de noviembreː Cecilia Helena Martínez Mendoza, locutora venezolana (f. 2015).

### Diciembre
- 4 de diciembre: 
  - Matías Prats Cañete, periodista español (f. 2004).
  - Mark Robson, cineasta canadiense (f. 1978).
- 5 de diciembre: Esther Borja, soprano cubana (f. 2013).
- 6 de diciembre: Mercedes Ballesteros Gaibrois, escritora española (f. 1995).
- 13 de diciembre: Francisco García Grana, abogado y político español (f 2000.
- 18 de diciembre: Willy Brandt, político alemán (f. 1992).
- 25 de diciembre: Lupe Carriles, actriz mexicana (f. 1964).
- Ignacio Iribarren Borges, diplomático venezolano (f. 1988).

## Fallecimientos

### Enero
- 4 de enero: Alfred Graf von Schlieffen (79), militar prusiano (n. 1833).
- 27 de enero: Benjamín Victorica (81), abogado y militar argentino (n. 1831).
- 28 de enero: Segismundo Moret (79), político español (n. 1833).

### Febrero
- 9 de febrero: Bernardo Reyes (63), militar mexicano.
- 19 de febrero: Gustavo Adolfo Madero (37), político mexicano (n. 1875).
- 22 de febrero: Ferdinand de Saussure, lingüista suizo.
- 22 de febrero: Francisco I. Madero (39), político mexicano, presidente entre 1911 y 1913 (n. 1873).
- 22 de febrero: José María Pino Suárez (43), político y vicepresidente mexicano (n. 1869).
- 26 de febrero: Felix Draeseke, compositor alemán (n. 1835).

### Marzo
- 7 de marzo: Abraham González Casavantes (48), político mexicano (n. 1864).
- 31 de marzo: John Pierpont Morgan, financiero estadounidense.

### Mayo
- 8 de mayo: Ulrica Nisch, religiosa católica alemana (n. 1882).
- 28 de mayo; John Lubbock, prehistoriador, político, entomólogo y arqueólogo británico, hijo de John William Lubbock.

### Junio
- 23 de junio: Nicolás de Piérola Villena, político y presidente peruano
- 27 de junio: Philip Sclater, zoólogo británico (n. 1829).
- 28 de junio: Manuel Ferraz de Campos Sales, político y presidente brasileño (n. 1841).

### Julio
- 29 de julio: Tobias Michael Carel Asser, jurisconsulto neerlandés, premio Nobel de la Paz en 1911 (n. 1838).

### Septiembre
- 29 o 30 de septiembre: Rudolf Diesel, ingeniero mecánico alemán (n. 1858).

### octubre
- 7 de octubre: Belisario Domínguez (50), político mexicano (n. 1863).
- 23 de octubre: Miguel Navarro Cañizares, pintor español.

### Noviembre
- 3 de noviembre: Hans Bronsart von Schellendorff, pianista, director de orquesta y compositor alemán (n. 1830).
- 7 de noviembre: Alfred Russel Wallace, naturalista británico, codescubridor, junto a Charles Darwin, de la selección natural (n. 1823).
- 22 de noviembre: Tokugawa Yoshinobu, príncipe, militar, daimyō de Mito y decimoquinto y último shōgun Tokugawa de Japón. (n. 1837).

### Diciembre
- 6 de diciembre: Martin Aagaard, Pintor Noruego. (n. 1863).
- 26 de diciembre: Ambrose Bierce, escritor, periodista y editorialista estadounidense.

## Premios Nobel
- Física: Heike Kamerlingh Onnes
- Química: Alfred Werner
- Medicina: Charles Robert Richet
- Literatura: Rabindranath Tagore
- Paz: Henri La Fontaine